# Czosaki-Dąb
Czosaki-Dąb – wieś w Polsce, położona w województwie podlaskim, w powiecie zambrowskim, w gminie Kołaki Kościelne. Leży nad rzeczką Dąb.
Wierni kościoła rzymskokatolickiego należą do parafii Wniebowzięcia Najświętszej Maryi Panny w Kołakach Kościelnych.

## Historia
W roku 1827 we wsi 14 domów i 74 mieszkańców. Pod koniec XIX w. wieś szlachecka w powiecie łomżyńskim, gmina Kossaki, parafia Kołaki.
W 1921 r. w Czosakach 13 domów z przeznaczeniem mieszkalnym i 129 mieszkańców (63 mężczyzn i 66 kobiet). Wszyscy zadeklarowali narodowość polską i wyznanie rzymskokatolickie.
Od 13 listopada 1954 roku, wieś na mocy uchwały nr 18/V WRN w Białymstoku z dnia 4 października 1954 weszła w skład nowo utworzonej Gromady Szczodruchy, którą 31 grudnia 1959 zniesiono.
W latach 1975–1998 miejscowość administracyjnie należała do województwa łomżyńskiego.

## Współcześnie
W 2007 naliczono tu 73 mieszkańców. W miejscowości istnieje sieć wodociągowa, podłączona do ujęcia w Szczodruchach. W styczniu 2011 roku w 15 zabudowaniach mieszkały 74 osoby.
Tutejsi rolnicy trudnią się najczęściej hodowlą trzody chlewnej. 

## Obiekty zabytkowe
- krzyż żeliwny z roku 1886[11]